# Grosser St. Bernhard
Der Grosse St. Bernhard (französisch Col du Grand Saint-Bernard, italienisch Colle del Gran San Bernardo, veraltet französisch Mont-Joux, lateinisch Mons Jovis [„Berg des Jupiter“], rätoromanisch Grond Son Bernard) ist ein Gebirgspass in den Walliser Alpen, der das Rhonetal im Schweizer Kanton Wallis auf einer Höhe von 2469 m ü. M. mit dem Aostatal und weiter mit der italienischen Region Piemont verbindet.

## Geographie
Der Pass liegt zwischen dem Val d’Entremont, einem Seitental des Rhonetals auf Schweizer Seite, und dem Vallée du Grand-Saint-Bernard, einem Seitental des Aostatals auf italienischer Seite. Die Passhöhe liegt zwischen der 2889 m hohen Grande Chenalette und dem 2866 m hohen Mont Mort, beides Gipfel auf der Grenze zwischen Italien und der Schweiz. Westlich der Passhöhe liegt der Lac du Grand St-Bernard.

## Geschichte

### Bis ins Mittelalter
Der Pass wurde trotz der grossen Höhe schon seit der frühen Eisenzeit begangen, wie Funde entlang der Zufahrtsstrasse im Norden belegen. Zur Zeit des römischen Reiches war er einer der wichtigsten Alpenübergänge von Italien nach Gallien und in die Rheinprovinzen. Erstmals kommt der Name des Berges bei Gaius Iulius Caesar in seinem Bericht über den Krieg in Gallien vor. Später schrieben weitere römische und griechische Autoren wie Titus Livius und Strabon von der Passstrasse. Bis zum Ausbau als Fahrstrasse unter Kaiser Claudius gab es über das Gebirge nur einen Saumweg. Ein Vorteil der Route war, dass an ihr keine schlecht passierbaren Schluchten an den Zugängen lagen wie beispielsweise beim Gotthardpass.

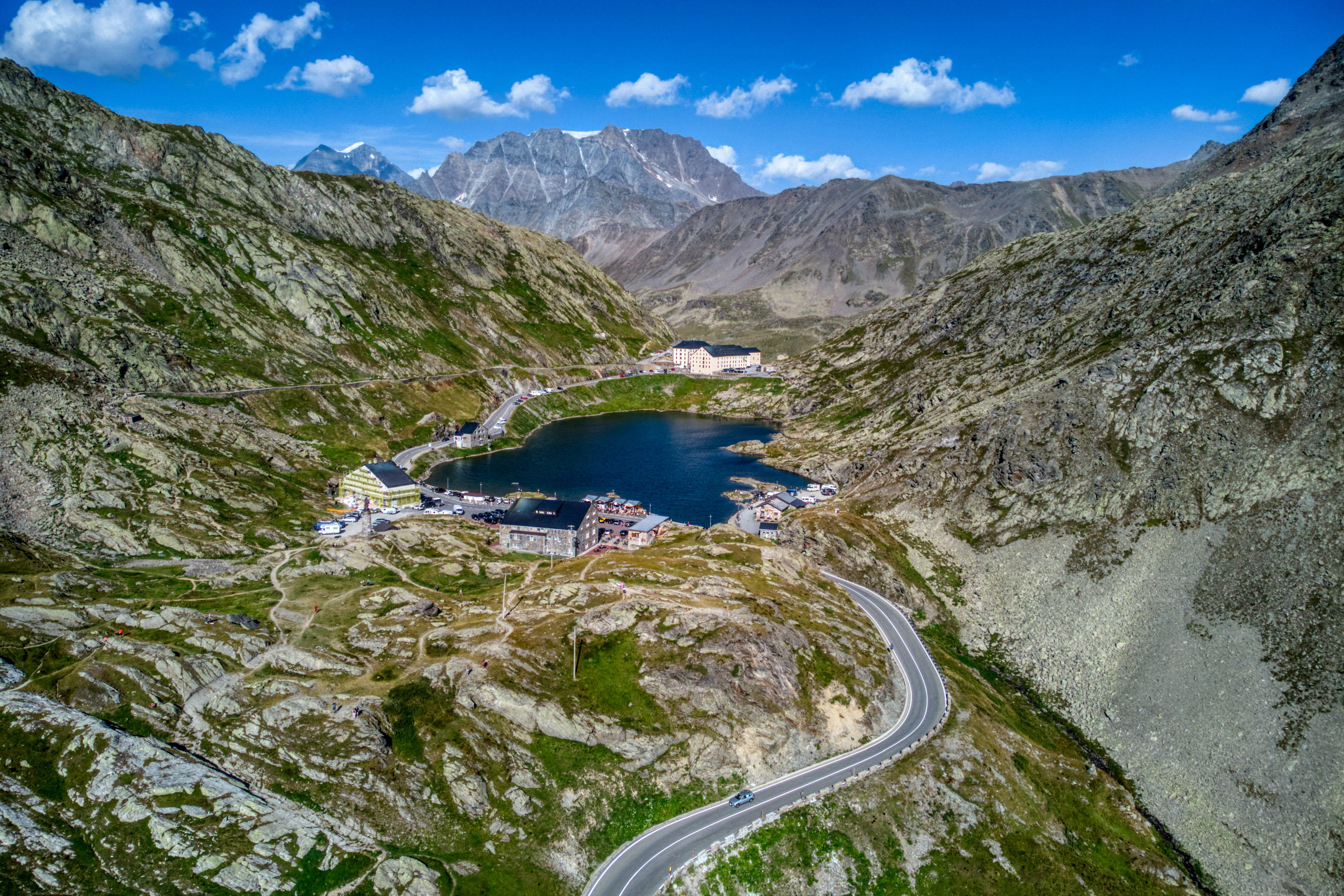
Blick auf den Passübergang und das Hospiz von italienischer Seite, links die AFD-Grenzkontrolle

Auf der Passhöhe stand zur Römerzeit ein Tempel, in dem der einheimische (keltische) Gott Poeninus verehrt wurde, der von den Römern mit Iuppiter Optimus Maximus im Sinne der Interpretatio Romana gleichgesetzt wurde. Noch im Mittelalter hatte der Pass den Namen Mont-Joux (von lateinisch mons Iovis).
Der Bergübergang diente weltlichen und geistlichen Würdenträgern, Händlern und Kreuzrittern, Kriegerscharen und Flüchtlingen als Weg von Norden nach Oberitalien und umgekehrt. Er war ein zentraler Abschnitt eines sich dort bündelnden und dann wieder verzweigenden Netzwerkes von Pilgerwegen aus dem Frankenreich und dessen Nachfolgestaaten nach Rom. Man kannte diese Routen als Via francigena, deutsch: Weg aus dem Frankenreich. Eine gute Quelle für die Route ist die Reisebeschreibung des Erzbischofs Sigerich des Ernsten von Canterbury aus dem Jahr 994. Zeitweise stand der Pass nach 920 unter der Kontrolle von arabischen Eindringlingen, die dort siedelten.
In der Mitte des 11. Jahrhunderts entstand auf der Passhöhe eine Herberge. Der Überlieferung nach gründeten Bernhard von Aosta und Irmingard († 1057), die Ehefrau des letzten burgundischen Königs Rudolf III., diese Einrichtung an der Grenze zwischen dem Bistum Sitten und dem Bistum Aosta. Daraus entwickelte sich das Bernhardshospiz, von dem der Pass seinen heutigen Namen erhielt. Seit 1125 ist es als ein Haus von Augustiner-Chorherren urkundlich bezeugt. Auf dem Berg züchteten Mitglieder des Hospizes die Hunderasse der Bernhardiner, die sich als Rettungshunde bei der Suche nach Lawinen-Opfern bewährte. Sie ist durch Barry, der über 40 Menschen das Leben gerettet haben soll, weltweit bekannt geworden.
Seit dem 11. Jahrhundert lag der Alpenpass im Machtbereich der Grafen von Savoyen. Als Verbindung zwischen den savoyischen Regionen im Genferseegebiet und südlich der Alpen war die Route über den Grossen Sankt Bernhard mit der Herberge für die Grafen, seit dem 15. Jahrhundert Herzöge von Savoyen wichtig. Als die Walliser in der Zeit der Burgunderkriege das Chablais und die Gegend von Martigny eroberten, verloren die Savoyer die Kontrolle über den Nordfuss der Passtrasse. Der Zugang aus dem Norden erfolgte über die Rhonebrücke bei Saint-Maurice, die bei einer leicht kontrollierbaren Engstelle des Rhonetals über den Fluss führte, die nach den Burgunderkriegen mit dem Schloss Saint-Maurice befestigt wurde.

### Neuzeit

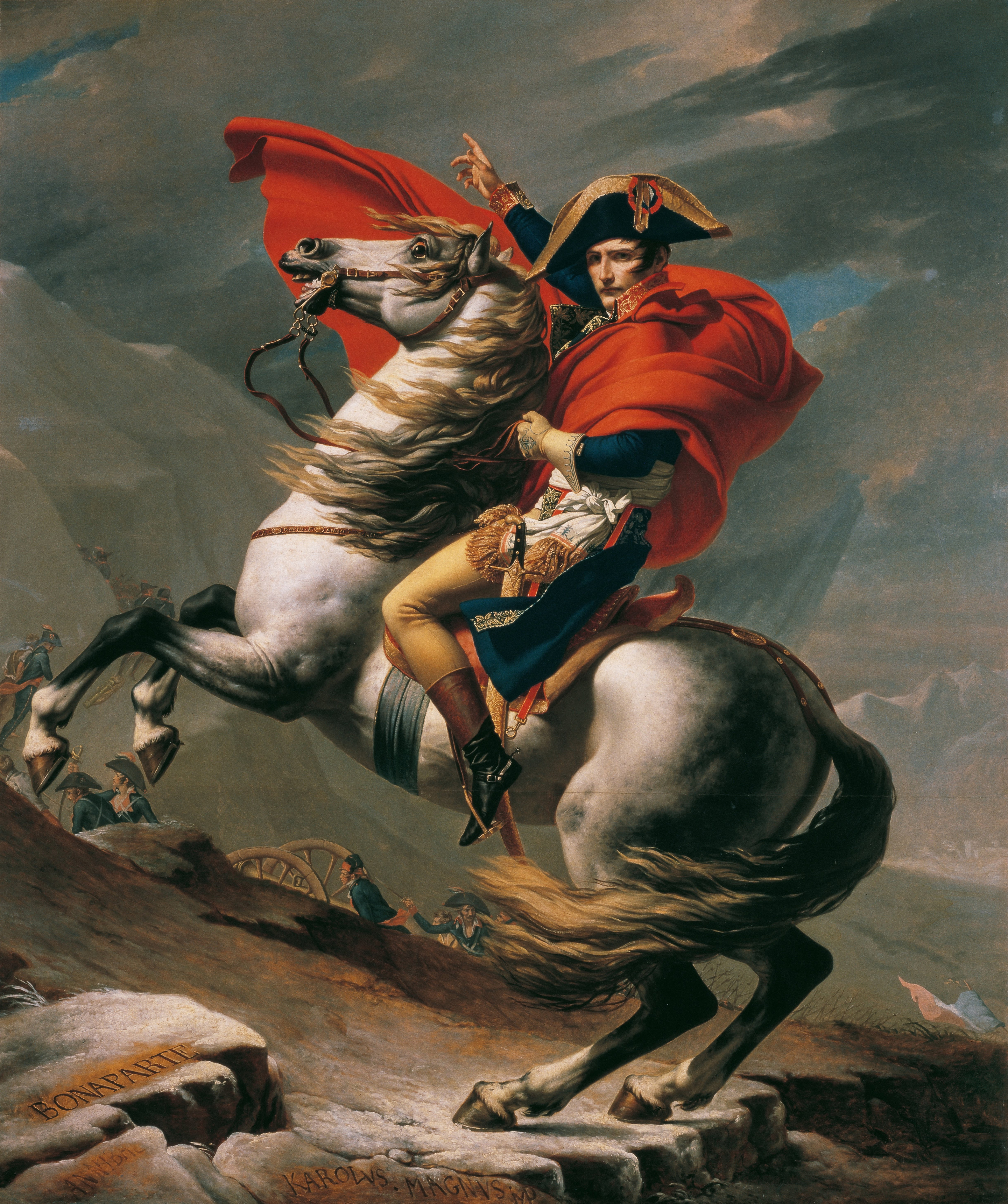
Jacques-Louis David: Gemälde Napoléon Bonaparte überquert den Grossen St. Bernhard

Am 14. Mai 1800 überquerte hier Napoléon Bonaparte die Alpen auf seinem Zug nach Italien. Er übertrug den Chorherren des Bernhardspasses auch das Hospiz auf dem Simplonpass.
1835 wurde im Hauptgebäude des Hospiz eine Poststelle und ein Telegrafenbüro eingerichtet.
In den 1850er Jahren planten die Schweiz und das Königreich Sardinien eine wintersichere Variante für die Verbindung zwischen dem Val d’Entremont und dem Aostatal. Der Menouvetunnel wenige Kilometer östlich der Passhöhe des Grossen Sankt Bernhard hätte die Strecke deutlich abgekürzt. Kurz nach dem Beginn der Bauarbeiten wurde das Vorhaben wieder aufgegeben.
1893 erreichte die 48 km lange Fahrstrasse von Martigny die Passhöhe von der Walliser Seite, 1905 die 33 km lange von Aosta auf der italienischen Seite. Nach der Jahrhundertwende verkehrte im Sommer ein bis drei Mal ein Postwagenkurs ab Martigny zur Passhöhe, im Winter wurde die Post ein bis drei Mal von einem Postboten zu Fuss bedient.  
Von 1940 bis in die 1990er Jahre bildete der Pass den südwestlichen Begrenzungspunkt des Schweizer Reduits, die Zufahrten im Entremont waren durch Geländehindernisse und Sperren gegen potenzielle Angreifer gesichert; Artillerie unterstützte die Sperrstellungen.
Früher war der Weg über den hohen Bergpass nur im Sommer gut passierbar. Seit 1964 führt die Strassenverbindung zwischen dem Wallis und dem Aostatal durch den 5,85 km langen, gebührenpflichtigen Grosser-St.-Bernhard-Tunnel und die historische Passstrasse bildet einen Umweg zum Hospiz und durch die schöne Berglandschaft. Durch den Strassentunnel führt die 2015 stillgelegte Ölpipeline Oléoduc du Rhône vom Hafen Genua zur Raffinerie Collombey im Wallis.

## Klimatabelle
|                        | Jan  | Feb   | Mär  | Apr  | Mai  | Jun  | Jul  | Aug  | Sep  | Okt  | Nov  | Dez  |   |       |
| Mittl. Temperatur (°C) | −7,2 | −7,6  | −5,8 | −3,4 | 1,2  | 5,1  | 8,1  | 7,9  | 4,5  | 1,0  | −4,0 | −6,4 | ⌀ | −0,5  |
| Mittl. Tagesmax. (°C)  | −4,4 | −4,9  | −3,2 | −0,9 | 3,7  | 8,2  | 11,5 | 11,3 | 7,5  | 3,6  | −1,5 | −3,7 | ⌀ | 2,3   |
| Mittl. Tagesmin. (°C)  | −9,8 | −10,2 | −8,5 | −5,9 | −1,3 | 2,2  | 4,8  | 5,0  | 1,9  | −1,3 | −6,3 | −8,9 | ⌀ | −3,2  |
|                        |      |       |      |      |      |      |      |      |      |      |      |      |   |       |
| Niederschlag (mm)      | 232  | 208   | 215  | 232  | 213  | 158  | 135  | 136  | 143  | 202  | 248  | 246  | Σ | 2368  |
|                        |      |       |      |      |      |      |      |      |      |      |      |      |   |       |
| Sonnenstunden (h/d)    | 1,8  | 3,8   | 4,9  | 4,6  | 4,8  | 6,1  | 6,9  | 6,4  | 5,3  | 4,0  | 2,2  | 0,8  | ⌀ | 4,3   |
|                        |      |       |      |      |      |      |      |      |      |      |      |      |   |       |
| Regentage (d)          | 13,6 | 12,0  | 14,3 | 14,9 | 16,0 | 13,2 | 12,0 | 12,3 | 10,9 | 12,3 | 13,3 | 14,0 | Σ | 158,8 |
|                        |      |       |      |      |      |      |      |      |      |      |      |      |   |       |
| Luftfeuchtigkeit (%)   | 66   | 68    | 75   | 81   | 82   | 77   | 75   | 76   | 78   | 76   | 72   | 68   | ⌀ | 74,5  |

| −9,8 |

| −10,2 |

| −8,5 |

| −5,9 |

| −1,3 |

| 2,2 |

| 4,8 |

| 5,0 |

| 1,9 |

| −1,3 |

| −6,3 |

| −8,9 |

| −9,8 |

| −10,2 |

| −8,5 |

| −5,9 |

| −1,3 |

| 2,2 |

| 4,8 |

| 5,0 |

| 1,9 |

| −1,3 |

| −6,3 |

| −8,9 |

## Tourismus
Die Passhöhe des Grossen St. Bernhards ist Etappenziel des Fernwanderwegs Nr. 6 Alpenpässe-Weg von Wanderland Schweiz und Ausgangspunkt der 12 Kilometer langen Rundwanderung Nr. 210 Les cols du Grand-St-Bernard um den Pointe de Drône, Marschzeit ca. 5 Stunden.
Das Gebiet um den Grossen St. Bernhard ist im Winter ein beliebtes Ziel für Skitourenfahrer, so z. B. die Skitour auf den Point de Drône.

## Radsport

### Tour de France
Die Tour de France überquerte den Grossen St. Bernhard erstmals im Jahr 1949 im Rahmen der 18. Etappe. Die 265 Kilometer lange Strecke führte damals von Saint-Vincent nach Lausanne, wobei die Passhöhe bereits nach 60 Kilometern überquert wurde. Der Italiener Gino Bartali führte eine acht Fahrer umfassende Gruppe über die Kuppe des Anstiegs der 1. Kategorie, ehe sich auf der Abfahrt nach Martigny erneut ein großes Hauptfeld formierte. Zehn Jahre später wurde im Jahr 1959 erneut die Südauffahrt befahren. Der Grosse St. Bernhard diente als erste Anstieg der letzten Bergetappe und wurde bei regnerischen Wetterbedingungen überquert. Der Spanier Carmelo Morales sicherte sich auf dem Anstieg der 1. Kategorie die meisten Punkte im Kampf um die Bergwertung. Auf dem anschließenden Weg nach Annecy, der über drei weitere Passstraßen führte, verteidigte Federico Bahamontes das Gelbe Trikot und kürte sich wenige Tage später zum ersten spanischen Tour-de-France-Sieger. Im Jahr 1963 nahm Federico Bahamontes den Grossen St. Bernhard erneut als Gesamtführender in Angriff. Der Pass wurde diesmal jedoch in der zweiten Hälfte der Etappe nach dem Kleiner Sankt Bernhard (2188 m) überquert. Bahamontes kam zwar als erster auf der Passhöhe des Grossen St. Bernhard an, musste sich jedoch seinem Konkurrenten Jacques Anquetil im Zielsprint von Chamonix geschlagen geben und verlor das Gelbe Trikot. Bei der Tour de France 1966 bildete der Grosse St. Bernhard erneut den Auftakt einer schweren Bergetappe, die von Ivrea nach Chamonix führte. Mit Martin Van den Bossche erreichte erstmals ein Belgier die Passhöhe als Führender.
Nach über 40 Jahren kehrte der Grosse St. Bernhard im Jahr 2009 ins Programm der Tour de France zurück. Auf dem Weg von Martigny nach Bourg-Saint-Maurice wurde erstmals die Nordauffahrt des Passes genutzt, ehe der Kleine Sankt Bernhard in Richtung Ziel führte. Der Grosse St. Bernhard stellte den höchsten Punkten der 96. Austragung dar und wurde als Anstieg der zwischenzeitlich eingeführten Hors Catégorie (HC-Kategorie) klassifiziert. Zudem wurde auf der Passhöhe das Souvenir Henri Desgrange vergeben, das sich der Italiener Franco Pellizotti sicherte.
| Jahr | Etappe     | Bergwertung  | Fahrer                        | Auffahrt |
| ---- | ---------- | ------------ | ----------------------------- | -------- |
| 1949 | 18. Etappe | 1. Kategorie | Gino Bartali                  | Süd      |
| 1959 | 19. Etappe | 1. Kategorie | Carmelo Morales (Radsportler) | Süd      |
| 1963 | 17. Etappe | 1. Kategorie | Federico Bahamontes           | Süd      |
| 1966 | 18. Etappe | 1. Kategorie | Martin Van den Bossche        | Süd      |
| 2009 | 16. Etappe | HC-Kategorie | Franco Pellizotti             | Nord     |

### Giro d’Italia
Zehn Jahre nach der Tour de France führte auch der Giro d’Italia erstmals über den Grossen St. Bernhard. Der Pass stellte den ersten Anstieg der 21. und vorletzten Etappe dar, auf der Mont Blanc umrundet wurde. Nach dem Start in Aosta überquerte der Luxemburger Charly Gaul den Grossen St. Bernhard als erster, ehe er im Finale auf dem Kleiner Sankt Bernhard (2188 m) erneut antrat und als Solist im Zielort Courmayeur ankam. Der Gesamtführende Jacques Anquetil verlor im letzten Anstieg fast zehn Minuten und musste das Rosa Trikot an Charly Gaul abgeben, der einen Tag später seinen zweiten Giro d’Italia gewann. Im Jahr 1963 folgte die zweite Befahrung des Grossen St. Bernhard, wobei diesmal auf dem Weg von Sierre nach Saint-Vincent die Nordauffahrt genutzt wurde. Die Bergwertung auf der Passhöhe sicherte sich der Italiener Vito Taccone.
Im Jahr 1985 stand erneut die Nordauffahrt auf dem Programm. Der damalige Renndirektor Vincenzo Torriani entschied sich jedoch kurzfristig das Rennen durch den Tunnel zu führen, wodurch die anspruchsvollsten letzten sechs Kilometer des Passes wegfielen. Schlussendlich erreichte eine große Gruppe den Zielort Saint-Vincent, wo sich der Italiener Francesco Moser im Zielsprint durchsetzte. Mit Rafael Acevedo sicherte sich erstmals ein Kolumbianer die Bergwertung des Grossen St. Bernhard. Im Rahmen des Giro d’Italia 1996 wurde der Grosse St. Bernhard gleich zweimal befahren, wobei beide Etappen durch den Grossen-St.-Bernhard-Tunnel führten. Die 16. Etappe führte von Aosta nach Lausanne, ehe es tags drauf von Lausanne nach Biella ging. Beide Abschnitte brachten keine nennenswerten Veränderungen im Gesamtklassement. Mit dem Franzosen Laurent Roux und dem Italiener Mariano Piccoli trugen sich zwei neue Fahrer in die Bergpreiswertung ein. Auch im Jahr 2006 wurde die Passhöhe nicht erreicht. Auf dem Weg von Aosta nach Domodossola, führte der Franzose Sandy Casar über die Bergwertung der 1. Kategorie, die wenige Kilometer nach dem Start erreicht wurde. Der Giro d’Italia 2023 hätte ursprünglich wieder die Passhöhe des Grossen St. Bernhard überquert werden sollen. Erstmals hätte der Pass den höchsten Punkt einer Giro d’Italia Austragung gebildet (Cima Coppi). Aufgrund der Lawinengefahr plante die Organisation die 13. Etappe erneut durch den Tunnel zu führen, ehe der Anstieg kurz vor dem Start aus dem Programm genommen wurde.
| Jahr  | Etappe     | Bergwertung  | Fahrer          | Auffahrt |
| ----- | ---------- | ------------ | --------------- | -------- |
| 1959  | 21. Etappe | GPM          | Charly Gaul     | Süd      |
| 1963  | 13. Etappe | GPM          | Vito Taccone    | Nord     |
| 1985* | 19. Etappe | GPM          | Rafael Acevedo  | Nord     |
| 1996* | 16. Etappe | GPM          | Laurent Roux    | Süd      |
| 1996* | 17. Etappe | GPM          | Mariano Piccoli | Nord     |
| 2006* | 13. Etappe | 1. Kategorie | Sandy Casar     | Süd      |

* Bergwertung beim Grosser-St.-Bernhard-Tunnel